# Beutenhof (Dinkelsbühl)
Beutenhof ist ein Gemeindeteil der Großen Kreisstadt Dinkelsbühl im Landkreis Ansbach (Mittelfranken, Bayern). Beutenhof liegt in der Gemarkung Seidelsdorf.

## Geographie
Die Einöde liegt am Hausertsmühlbach, einem linken Zufluss des Walkenweiherbachs, der wiederum ein rechter Zufluss der Wörnitz ist. Im Nordosten liegt das Rohrfeld, im Südosten der Hirtenbuck. Die Staatsstraße 2218 führt nach Seidelsdorf (1 km südöstlich) bzw. nach Unterradach (1,2 km nordwestlich).

## Geschichte
Beutenhof wurde 1861 erstmals schriftlich erwähnt. Er ist eine Ausgründung der Beutenmühle. Beutenhof gehörte ursprünglich zur Ruralgemeinde Seidelsdorf. Am 1. Juli 1970 wurde diese nach Dinkelsbühl eingemeindet.

## Einwohnerentwicklung
| Jahr      | 001861 | 001871 | 001885 | 001900 | 001925 | 001950 | 001961 | 001970 | 001987 | 002015 |
| Einwohner | 7      | 8      | 4      | 6      | 5      | 5      | 5      | 5      | 6      | 3      |
| Häuser    |        |        | 1      | 2      | 1      | 1      | 1      |        | 1      |        |
| Quelle    | [ 5 ]  | [ 10 ] | [ 11 ] | [ 12 ] | [ 13 ] | [ 14 ] | [ 15 ] | [ 16 ] | [ 17 ] | [ 1 ]  |

## Religion
Der Ort ist evangelisch-lutherisch geprägt und bis heute nach St. Vinzenz (Segringen) gepfarrt. Die Katholiken sind nach St. Georg (Dinkelsbühl) gepfarrt.